# Bernhard Siegenthaler
Bernhard Siegenthaler va ser un tirador suís que va competir a començaments del segle xx.
El 1920 va prendre part en els Jocs Olímpics d'Anvers, on disputà tres proves del programa de tir. Guanyà la medalla de bronze en la prova de rifle lliure 300 metres, 3 posicions per equips. Fou novè en pistola lliure, 50 metres per equips i es desconeix la posició exacta en què finalitzà la prova rifle lliure 300 metres, 3 posicions individual.